# Recipročna vrednost
Recipróčna vrédnost ali obrátna vrédnost (iz latinščine reciprocus - ki se vrača po isti poti, izmenjajoč) nekega števila x je v matematiki določena kot število, ki da pomnoženo z x natanko 1. Recipročna vrednost se označuje kot 1/x ali x-1.
Število 0 nima recipročne vrednosti. Recipročna vrednost vsakega kompleksnega števila razen nič je kompleksno število; če je število realno, je takšna tudi njegova recipročna vrednost, in če je racionalno, je racionalna tudi njegova recipročna vrednost.